# Girolamo Priuli
Girolamo Priuli (Venetië, 1486 - aldaar, 4 november 1567) was een Venetiaans edelman die tussen 1559 tot aan zijn dood de 81ste Doge van Venetië was.

## Biografie
Girolamo Priuli werd geboren als een zoon van Alvise Peruli en Chiara Lion. Hij maakte carrière als koopman in Venetië. In 1559 volgde hij zijn jongere broer Lorenzo Priuli op als doge van de Republiek Venetië. Gedurende zijn bewind als doge schonk hij veel aandacht aan cultuur en zijn regeerperiode was een tijd van vrede. Uit zijn huwelijk met Elena Diedo werd een zoon geboren. Girolamo Priuli overleed vrij plotseling in 1567 en hij werd opgevolgd door Pietro Loredan.